# Steven Benson
Steven Wayne Benson (26. července 1951, Baltimore, Maryland, USA – 3. července 2015, Perry, Florida) byl Američan usvědčený z dvojité vraždy; své matky Margaret Benson, tabákové dědičky, a svého bratra (strýc, později adoptovaného jeho matkou), tenisty Scotta Bensona. Jeho matka Margaret byla dědičkou tabákového monopolu Lancaster Leaf Tobacco Co., Lancaster, Pa. a měla podíly ve společnosti Benson & Hedges.
Dne 9. července 1985 umístil Steve bombu do trubky rodinného auta, ve kterém jeho matka, Scott a Stevenova sestra Carol Lynn Benson Kendall (někdejší soutěžící Miss Florida), čekali na Stevenův příchod. Auto během čekání vybuchlo. Carol výbuch přežila, avšak je po celém těle popálena. Margaret a Scott zemřeli při výbuchu na místě. Steve byl následně obviněn z vraždy prvního stupně a podpálení blízkého domu. Vyhnul se trestu smrti a byl odsouzen ke dvěma doživotím. V průběhu svého trestu byl Benson přemístěn do různých věznic kvůli neustálým výhrůžkám a zneužívání ze strany ostatních vězňů.
Steven Benson zemřel v nápravném zařízení v Perry na Floridě dne 3. července 2015 na následky bodnutí do pravé strany hlavy domácky vyrobeným nožem. Steven byl v dlouhodobém konfliktu s jiným vězněm, Cordellem Washingtonem. Spor započal již v roce 2012, kdy na něj Washington několikrát zaútočil. Vězni vyšetřovatelům řekli, že Washington plánoval vymáhat od Bensona 1 000 dolarů během několika dní po příjezdu do Taylorova nápravného ústavu. Když Benson odmítl zaplatit, Washington a další muž, identifikovaný jako Marvin Taylor, přepadli Bensona ze zálohy a setřásli ho.